# Toppola

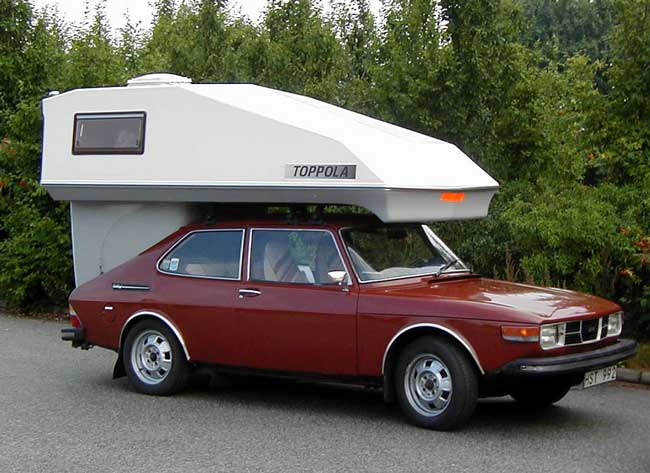
Toppola på en 1975 års Saab 99L combi-coupe.

Toppola var en campingtillsats ursprungligen tillverkad för Saab 99 combi coupé och som producerades av företaget SCANDO i Landskrona. Genom att ta bort bakluckan och montera tillsatsen kunde man, på under en halvtimme, lätt konvertera sin bil till en husbil. Toppola hade en inre ståhöjd på två meter och en säng på 170 x 200 cm. Toppolan kunde utrustas med kök och även med uppvärmning för att användas på vintern. Totalt sett ökade Toppolan vikten på bilen med ca 115 kg.
Toppola gjordes först för Saab 99, men senare också för Saab 900, Saab 9000, Saab 9-3 och Ford Sierra och Ford Scorpio. Omkring 300 exemplar av olika modeller tillverkades från  1982 till 1996 då tillverkningen lades ned.